# Jody Lee Lipes
Jody Lee Lipes (* 18. Januar 1982 in Doylestown, Pennsylvania) ist ein US-amerikanischer Kameramann, Regisseur und Drehbuchautor.

## Leben
Lipes stammt aus einer filminteressierten Familie und besuchte bereits in der High School erste Videokurse. Später studierte er Filmwissenschaften an der New York University.
Ab dem Jahr 2003 übernahm er die Kameraarbeit für erste Kurzfilme. 2009 entstand mit Brock Enright: Good Times Will Never Be the Same sein erster Dokumentarfilm, bei dem er neben der Kameraarbeit auch für das Drehbuch und die Regie verantwortlich zeichnete. Der Tanzfilm NY Export: Opus Jazz, den Lipes gemeinsam mit Henry Joost gedreht hatte, erhielt 2010 eine Einladung zum South by Southwest Filmfestival.
Im gleichen Jahr war er Kameramann bei Lena Dunhams Film Tiny Furniture. 2012 filmte Lipes sieben Episoden der von Judd Apatow produzierten Fernsehserie Girls, in der Lena Dunham die Hauptrolle übernahm. Lipes führte auch bei zwei Episoden der Serie die Regie. 2015 wählte Apatow Lipes als Kameramann für seinen Film Dating Queen.

## Filmografie (Auswahl)
Kamera
- 2008: Wild Combination: A Portrait of Arthur Russell (Dokumentarfilm)
- 2008: Afterschool
- 2009: Brock Enright: Good Times Will Never Be the Same (Dokumentarfilm)
- 2010: NY Export: Opus Jazz
- 2010: Tiny Furniture
- 2010: Two Gates of Sleep
- 2011: Martha Marcy May Marlene
- 2012: Girls (Fernsehserie, 7 Episoden)
- 2012: Brute Force (Dokumentarfilm)
- 2013: Bluebird
- 2014: The Great Invisible (Dokumentarfilm)
- 2014: Ballet 422 (Dokumentarfilm)
- 2015: Dating Queen (Trainwreck)
- 2016: Manchester by the Sea
- 2019: Der wunderbare Mr. Rogers (A Beautiful Day in the Neighborhood)
- 2020: I Know This Much Is True (Fernsehserie, 6 Episoden)
- 2022: The Good Nurse
- 2023: Earth Mama

Regie
- 2009: Brock Enright: Good Times Will Never Be the Same (Dokumentarfilm)
- 2010: NY Export: Opus Jazz
- 2012: Girls (Fernsehserie, 2 Episoden)
- 2014: Ballet 422 (Dokumentarfilm)

Drehbuch
- 2009: Brock Enright: Good Times Will Never Be the Same (Dokumentarfilm)
- 2010: NY Export: Opus Jazz